# Герман Ірина Семенівна
Ірина Семенівна Герман (нар. 3 березня 1937, містечко нині смт Томашпіль) — українська майстриня декоративно-ужиткового мистецтва (вишивка). Народний майстер художньої вишивки в обласному центрі творчості (2002), Заслужений майстер народної творчості України — майстер народних художніх промислів художньої вишивки, м. Тернопіль (2014). Член НСМНМУ (2008). 

## Життєпис
Ірина Герман народилася 1937 року в містечку (нині смт) Томашполі Вінницької області, нині Україна.
Під час німецько-радянської війни була вивезена в концтабір.
Від 1961 — у м. Тернополі, де закінчила технікум радянської торгівлі (1972, нині коледж харчових технологій і торгівлі) та фінансово-економічний інститут (1982, нині Західноукраїнський національний університет). Працювала економістом Тернопільського м'ясокомбінату.

## Доробок
Творчі роботи: рушники, доріжки, серветки, килимки, обруси, покривала, чоловічі та жіночі сорочки, портрети, подушки.
Від 1998 — учасниця художніх виставок у містах Тернополі, Києві, персональні — у Тернополі (1999, 2000, 2007, 2008), Хмельницькому (2000), Івано-Франківську (2000) та інших.